# Église San Luca Evangelista
Pour les articles homonymes, voir église Saint-Luc.
L'église San Luca Evangelista (en italien : Chiesa di San Luca) est une église catholique de Venise, en Italie.

## Localisation
San Luca Evangelista est située dans le sestiere de San Marco (NA. 4040) , le long du rio éponyme.

## Historique
San Luca Evangelista est bâtie au XIe siècle par les familles nobles Dandolo et Pizzamano pour servir d'église paroissiale. L'édifice original possède un style vénéto-byzantin, avec trois nefs. Il est restauré et rénové entre les XIIIe et XIVe siècles.
L'église est complètement reconstruite vers le milieu du XVIe siècle et consacrée en 1617. L'orientation reste la même, mais l'architecture est modifiée pour correspondre aux goûts de l'époque. La façade s'effondre partiellement en 1827 et est reconstruite en 1832.

## Description
La fresque du plafond est due à Sebastiano Santi.

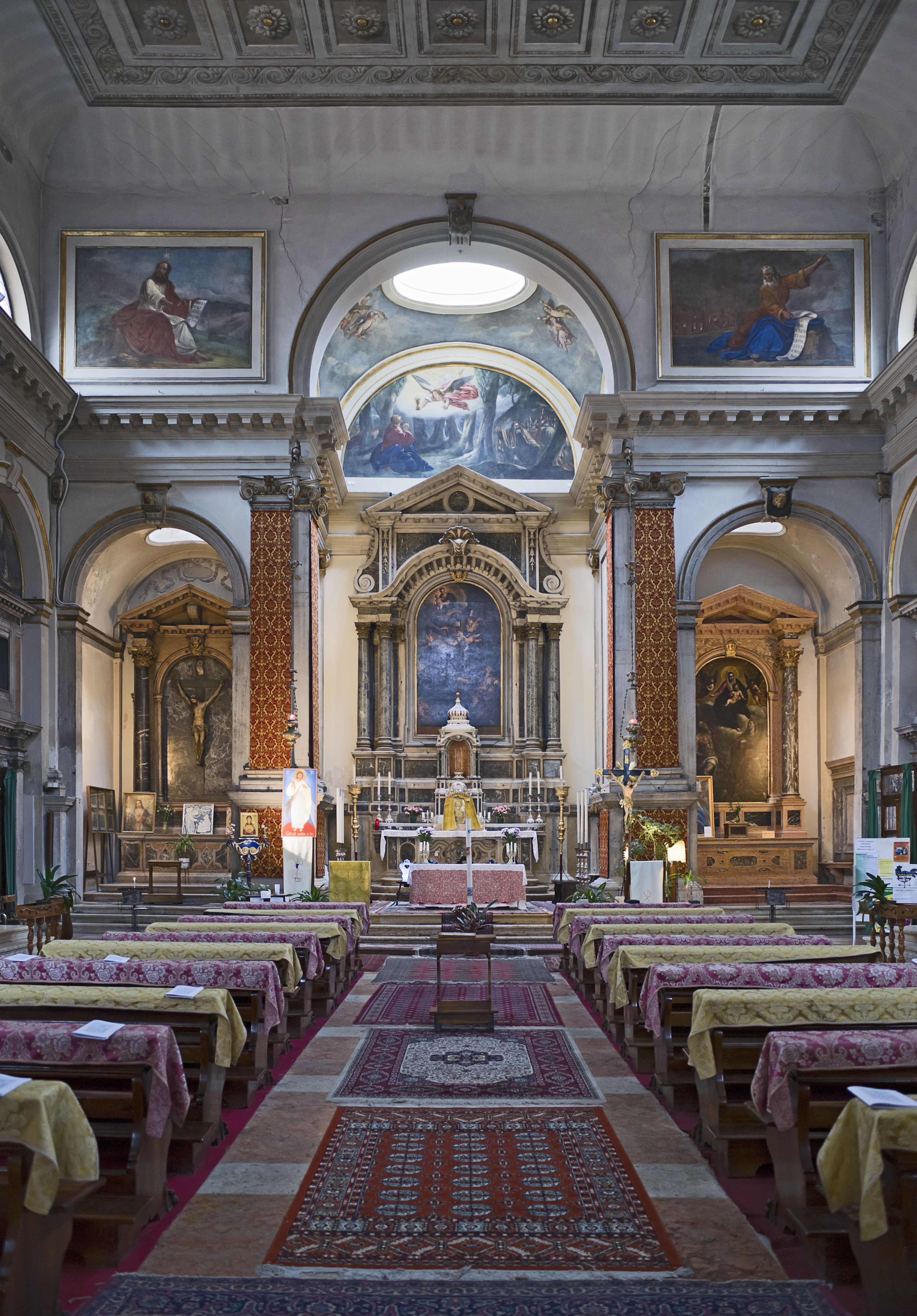
L'intérieur et l'autel
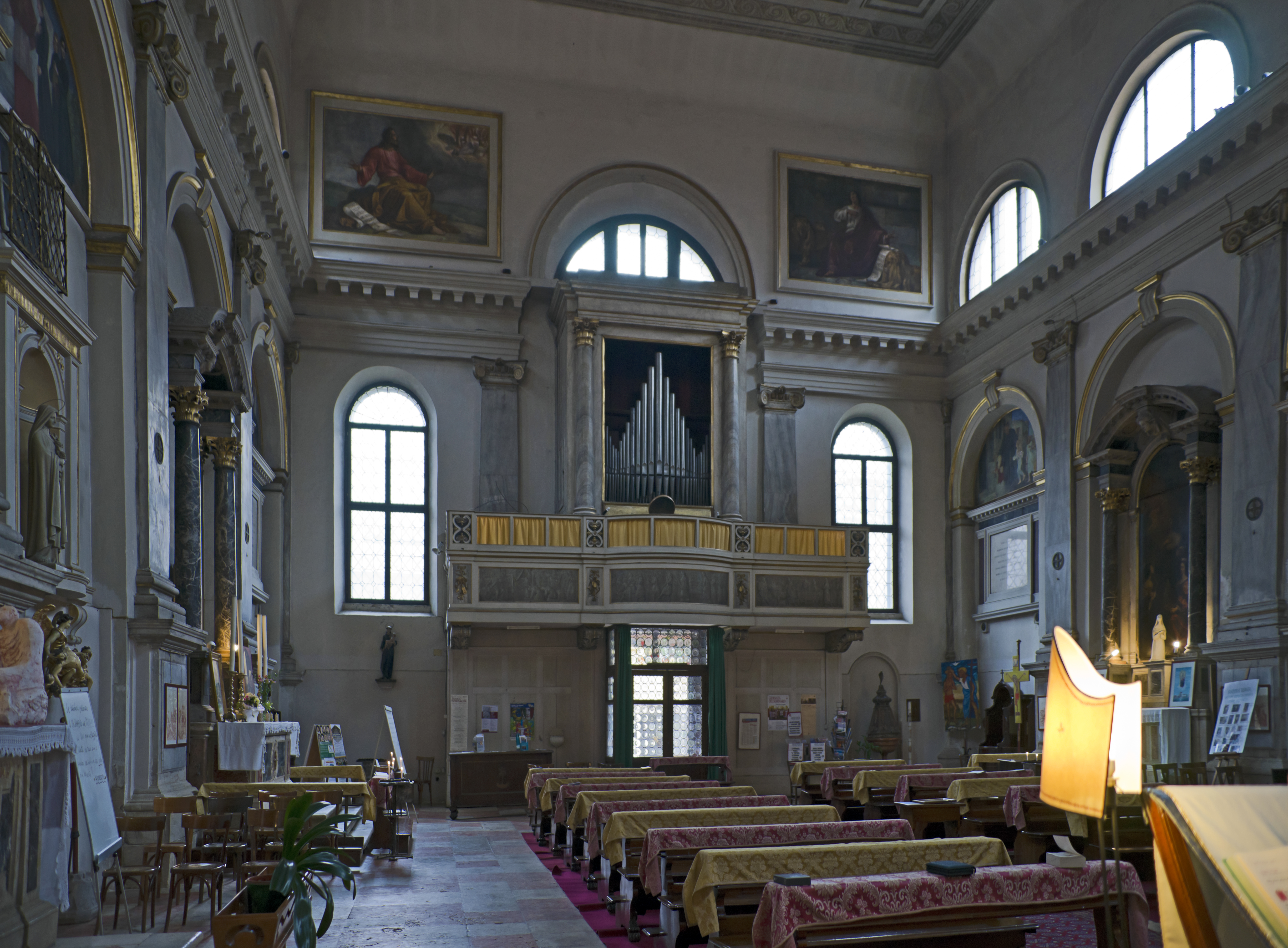
L'orgue
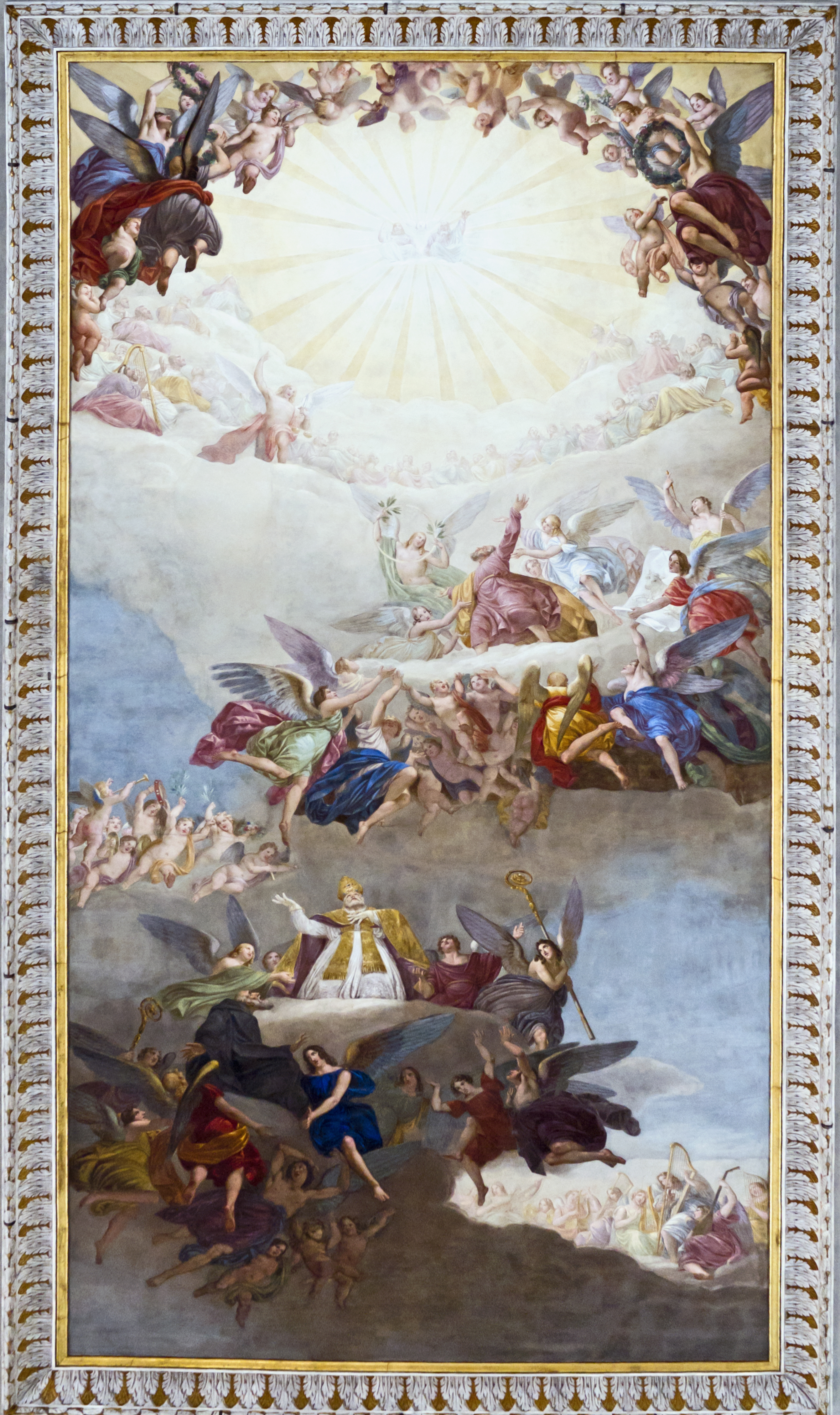
Le plafond